# استخراج محسن للنفط

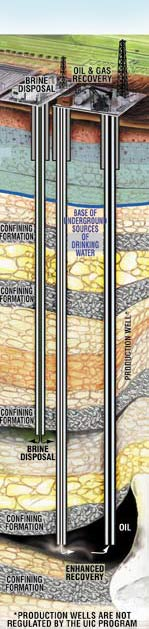
بئر من أجل استخراج النفط المحسن

الاستخراج المحسَّن للنفط (أو استخراج النفط المحسن، يرمز له اختصاراً EOR من Enhanced oil recovery) وهي عملية استخدام تقنيات عدة من أجل زيادة كمية النفط الذي يمكن استخراجه من الحقل النفطي.
هناك ثلاثة طرق أساسية من أجل إجراء عملية الاستخراج المحسن للنفط: الاستخراج المحسّن، حقن الغاز، والحقن الكيميائي. أحياناً يستعمل لفظ الاستخراج الرباعي quaternary recovery للإشارة إلى تقنيات الاستخراج المحسن للنفط. باستخدام تقنيات استخراج النفط المحسن فإن 30 إلى 60% من كمية النفط يمكن استخراجها من الخزان النفطي، وذلك بالمقارنة مع 20 إلى 40% باستخدام الوسائل الأولية أو الثانوية لاستخراج النفط.